# Sphaeridia sphaera
Sphaeridia sphaera är en urinsektsart som först beskrevs av John Tenison Salmon 1946.  Sphaeridia sphaera ingår i släktet Sphaeridia och familjen Sminthurididae. Inga underarter finns listade i Catalogue of Life.